# Univers 07
Univers 07 est une anthologie de neuf nouvelles de science-fiction publiées entre 1966 et 1976, sélectionnées par Jacques Sadoul.
L'anthologie est la septième de la série Univers qui compte trente ouvrages. Elle ne correspond pas à un recueil qui serait déjà paru aux États-Unis ; il s'agit d'un recueil inédit de nouvelles, édité pour le public francophone.
L'anthologie a été publiée en novembre 1976 aux éditions J'ai lu dans la collection Science-fiction (no 714). L'image de couverture a été réalisée par Gyula Konkoly.

## Première partie: nouvelles

### Groupe
- Auteur : Robert Silverberg.
- Titre original : In the group.
- Publication : 1973 dans l'anthologie Eros in Orbit.
- Parution ultérieure en France dans Histoires de sexe-fiction (1985) et dans Les Jeux du Capricorne (2002).
- Traduction : France-Marie Watkins.
- Situation dans l'anthologie : pages 9 à 28.

### Froide est ta peau, Sytia. Morne mon désir...
- Auteur : Dominique Douay.
- Publication : 1976 dans Univers 07[1] (sous la direction de Jacques Sadoul).
- Parution ultérieure en France dans Les Mosaïques du temps (1990).
- Situation dans l'anthologie : pages 29 à 34.
- Intrigue : Des êtres humains ont été artificiellement modifiés dans le cadre du projet de la conquête de nouveaux mondes spatiaux. Le narrateur s'est fait modifier son apparence, et vit depuis de nombreuses années avec Sytia, son épouse, au corps lui aussi modifié. Un jour, un de leurs enfants, prénommé Romaric, vole leur stock de pilules bleues permettant la conservation de leurs corps en bel état, avant de s'enfuir. Il ne reste au couple que deux pilules. Demain ou dans quelques jours, l'un et l'autre se verront tels qu'ils sont. Mais ils n'auront plus leur beau corps artificiel : à quoi ressemblera mon épouse ? à quoi ressemblerai-je ? le désir existera-t-il encore ? notre couple survivra-t-il à la réalité et à la vérité biologiques ?
- Liens externes : 
  - Notice sur Noosfère
  - Notice sur iSFdb

### Avec des amis comme ceux-là…
- Auteur : Alan Dean Foster.
- Titre original : With Friends Like These….
- Première publication : Analog Science Fiction, 1971.
- Traduction : France-Marie Watkins.
- Situation dans l'anthologie : pages 35 à 60.
- Résumé :
- Liens externes : 
  - Notice sur Noosfère
  - Notice sur iSFdb

### Froid, le feu du phénix
- Auteur : Leo P. Kelley.
- Titre original : Cold, the Fire of the Phoenix.
- Première publication : Analog Science Fiction, 1971.
- Traduction : Philippe R. Hupp.
- Situation dans l'anthologie : pages 61 à 72.
- Résumé :
- Liens externes : 
  - Notice sur Noosfère
  - Notice sur iSFdb

### Cinq minutes avant l'apocalypse
- Auteur : Bernard Blanc.
- Première publication : Analog Science Fiction, .
  - Parution ultérieure en France dans Les Enfants du mirage (2001).
- Situation dans l'anthologie : pages 73 à 93.
- Résumé :
- Liens externes : 
  - Notice sur Noosfère
  - Notice sur iSFdb

### Service funèbre
- Auteur : Gerry Conway.
- Titre original : Funeral Service.
- Première publication : Analog Science Fiction, 1972.
  - Parution ultérieure en France dans Histoires d'immortels (1984).
- Traduction : Philippe R. Hupp.
- Situation dans l'anthologie : pages 94 à 110.
- Résumé :
- Liens externes : 
  - Notice sur Noosfère
  - Notice sur iSFdb

### La Guerre des pommes reinettes
- Auteur : George MacBeth.
- Titre original : Crab Apple Crisis.
- Première publication : Analog Science Fiction, 1966.
  - Parution ultérieure en France dans Espaces inhabitables, tome 2 (1973), sous le titre « Pommier de discorde ».
- Traduction : France-Marie Watkins.
- Situation dans l'anthologie : pages 111 à 118.
- Résumé :
- Liens externes : 
  - Notice sur Noosfère
  - Notice sur iSFdb

### Les Enfants d'Ibn Khaldoûn
- Auteur : Jacques Boireau.
- Première publication : Analog Science Fiction, .
- Situation dans l'anthologie : pages 119 à 143.
- Résumé :
- Liens externes : 
  - Notice sur Noosfère
  - Notice sur iSFdb

### Aux dieux odieux…
- Auteur : Enki Bilal.
- Première publication : Analog Science Fiction, .
- Situation dans l'anthologie : pages 144 à 150.
- Résumé :
- Liens externes : 
  - Notice sur Noosfère
  - Notice sur iSFdb

## Partie thématique et encyclopédique

### Éditorial et introduction
- Éditorial par Jacques Sadoul, page 5.
- Introduction : « Allez les (petits hommes) verts ! » par Yves Frémion, pages 6 à 8.

### Articles
- Article : « Pour le bon usage des espaces et des temps à géométrie variable » par Jean-François Jamoul, pages 151 à 170.
- Article : « Du conventionnel dans les conventions de S-F » par Yves Frémion, pages 171 à 180.